# Сусени (Валча)
Сусени (рум. Suseni) насеље је у Румунији у округу Валча у општини Стоенешти. Oпштина се налази на надморској висини од 491 m.

## Становништво
Према подацима из 2002. године у насељу је живело 347 становника, од којих су сви румунске националности.